# میر سید آغا قیومی

وکیل میر سید آغا قیومی (MP. Sayed Agha Qayumi) (زاده: ۱۳۴۸ ولسوالی خوست و فرنگ، ولایت بغلان) سیاست‌مدار افغانستانی و نماینده مردم بغلان در دوره پانزدهم مجلس نمایندگان افغانستان بود. وی یکی از اعضای فعال جامعه مدنی افغانستان و از اعضای شرکت‌کننده در لویه جرگه‌های مهم ملی از جمله لویه جرگه قانون اساسی و جرگه‌های صلح می‌باشد. همچنین، او از چهره‌های برجسته‌ای است که در سطح بین‌المللی نیز نقش ایفا کرده و به عنوان نماینده پارلمان افغانستان در نشست‌های اتحادیه بین‌المجالس (IPU) شرکت داشته است.

## زندگی‌نامه
میر سید آغا قیومی متولد ۱۳۴۸ از ولسوالی خوست و فرنگ ولایت بغلان افغانستان است. میر سید آغا قیومی در سال ۱۳۴۸ در ولسوالی خوست و فرنگ ولایت بغلان متولد شد. او در طول فعالیت‌های سیاسی خود نقش‌های کلیدی متعددی ایفا کرده است که از آن جمله می‌توان به عضویت در نهادهای تصمیم‌ساز و دفاع از منافع مردم ولایت بغلان در سطح ملی و بین‌المللی اشاره کرد.

## دیگر فعالیت‌ها
- ولسوال/شهردار خوست و فرنگ.[۱]
- نماینده مردم بغلان در گردهمایی بزرگ قانون اساسی.[۱]
- عضو کمیسیون امور دفاعی و امنیتی ملی در مجلس نمایندگان
- نماینده مردم بغلان در لویه جرگه قانون اساسی پس از ورود نیروهای بین‌المللی به افغانستان (۲۰۰۳)
- نماینده مردم بغلان در دو جرگه صلح ملی
- نماینده افغانستان در سومین کنفرانس جهانی پارلمان‌ها در سال ۲۰۱۰ در قالب نشست IPU (اتحادیه بین‌المجالس)
- عضو فعال انجمن جامعه مدنی بدخشان